# Baumwollkapselkäfer
Der Baumwollkapselkäfer (Anthonomus grandis) ist eine Art aus der Familie der Rüsselkäfer, die sich von Knospen und Blüten der Baumwollpflanze ernährt. Er wird vor allem durch den Baumwollnektar angelockt und zerstört die Baumwollkapseln.
Ursprünglich in Mittelamerika beheimatet, breitete er sich im späten 19. und frühen 20. Jahrhundert in die Baumwollanbaugebiete im Süden der USA aus und richtete in der dortigen Wirtschaft schweren Schaden an. Im späten 20. Jahrhundert entwickelte er sich auch in Südamerika zu einem ernsthaften Schädling. Seit 1978 läuft in den USA ein großflächiges Bekämpfungsprogramm, das die Wiederaufnahme des Baumwollanbaus in vielen Regionen ermöglichte.
Der Baumwollkapselkäfer gehört zur Gruppe der Blütenstecher und ist weit verbreitet. Er ist nicht zu verwechseln mit dem Baumwollkapselbohrer, einer Schmetterlingsart.

## Merkmale
Die erwachsenen Tiere sind anfangs hell und werden im Laufe der Zeit dunkler. Sie sind rötlichbraun bis grau und dicht blassgelblich behaart. Ihre Körperlänge beträgt 5 bis 5,5 mm, abhängig vom Nahrungsangebot können ausnahmsweise extremere Werte auftreten (2,5 bis 7 mm). Die Käfer sind länglich oval, mit länglichen Flügeldecken, die im vorderen Abschnitt parallelseitig und am hinteren Ende abgerundet sind. Beim Männchen ist, typisch für die Gattung, der letzte Abschnitt (Pygidium) frei und nicht von den Flügeldecken bedeckt. Die Flügeldecken tragen tiefe und deutliche Längsstreifen, die grob punktiert sind. Im Gegensatz zu vielen anderen Arten der großen Gattung sind sie ungezeichnet und nur durch die verdichtete Behaarung etwas undeutlich wolkig gefleckt. Typisch ist ein durch die Behaarung gebildeter heller Längsstreifen auf dem Pronotum. Der Prothorax ist wenig schmaler als die Flügeldecken und um die Hälfte breiter als lang. Seine Seiten sind parallelseitig mit deutlichen Hinterecken, nach vorn hin rundlich verengt.
Der für die Rüsselkäfer bezeichnende Rüssel (ein Fortsatz der Kopfkapsel, der an seiner Spitze die Mundwerkzeuge trägt) ist lang und schlank. Nahe der Rüsslspitze sind die Fühler eingelenkt, diese bestehen aus einem langen Schaftglied (Scapus), einer Fühlergeißel und einer ovalen, dreigliedrigen Fühlerkeule. Die Fühlergeißel ist bei dieser Art siebengliedrig, mit zur Spitze hin breiter werdenden Gliedern. Wie bei fast allen Arten der Gattung tragen die Femora (Schenkel) der Vorder- und Mittelbeine deutliche, spitze Dornen auf der Bauchseite. Bei dieser Art sind die Schenkel zur Spitze hin keulig verdickt und die Dornen zweispitzig mit starkem Außendorn und kleinem Innendorn.

## Verbreitung
Ursprünglich war die Art in Mexiko und Mittelamerika verbreitet. Mit dem Baumwollanbau hat sich ihr Verbreitungsgebiet stark nach Norden und Süden erweitert. Im Jahr 1892 wurden die Käfer erstmals nördlich des Rio Grande nachgewiesen, Alabama wurde 1915 erreicht. In den 1920er-Jahren haben sie sich mit einer Geschwindigkeit von 60 bis 250 Kilometer pro Jahr in alle Baumwollanbaugebiete im Norden der USA ausgebreitet und sind dort bis heute die wichtigsten Schädlinge im Baumwollanbau.
In Venezuela trat der Baumwollkapselkäfer erstmals 1949, in Kolumbien 1950 auf. Lange Zeit wurde das Amazonasgebiet mit seinen Regenwäldern für eine Ausbreitungsbarriere gehalten, doch 1983 wurden die Käfer erstmals auch in Brasilien gefunden, wo sie inzwischen schätzungsweise 90 % der Baumwollplantagen befallen. Internationale Organisationen haben bereits Bekämpfungsprogramme ähnlich denen in den USA angeregt.

## Fortpflanzung
Die erwachsenen Käfer überwintern in durchlässigen Bodenregionen im Bereich von Baumwollplantagen. Der Befall der Pflanzen erfolgt zwischen dem frühen Frühjahr und dem Hochsommer, wobei der Höhepunkt des Befalls im späten Frühjahr liegt. Dabei werden unreife Samenkapseln der Baumwolle gefressen. Innerhalb von 10–12 Tagen werden von den Weibchen ca. 200 Eier an den Blütenknospen abgelegt. Aus diesen Eiern schlüpfen innerhalb weniger Tage Larven, die innerhalb der Blütenknospen leben und sich nach einer bis anderthalb Wochen verpuppen. Aus den Puppen schlüpfen nach einer weiteren Woche die erwachsenen Käfer. Unter idealen Bedingungen können auf diese Weise pro Jahr acht bis zehn Käfergenerationen durchlaufen werden. In diesem Fall kann ein Paar Baumwollkapselkäfer zwischen Frühjahrsbeginn und erstem Frost 134 Millionen Nachkommen produzieren.

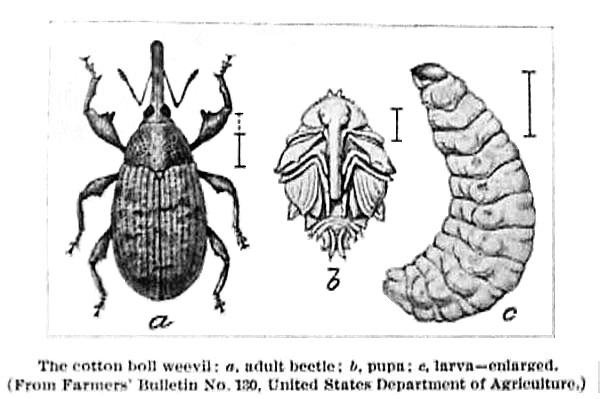
Zeichnung von Käfer und Larve

## Natürliche Feinde
Bei Temperaturen unterhalb von −5 °C beginnen Baumwollkapselkäfer abzusterben. Nach Untersuchungen der Universität von Missouri sind die Käfer nicht in der Lage, länger als eine Stunde bei −15 °C zu überleben. Dementsprechend spielt die Wärmedämmung durch trockenes Laub, Ernterückstände und eine Schneedecke für ihr Überleben eine elementare Rolle.
Auch extreme Hitze und Trockenheit schaden den Käfern. Zu ihren natürlichen Feinden zählen Feuerameisen, die Erzwespe Catolaccus grandis, andere Insekten, Spinnentiere und Vögel.

## Schadwirkung
Durch die Larven des Käfers wird das Innere der Blütenknospen und Samenkapseln der Baumwolle gefressen, was diese letztlich an der Samen- und Faserproduktion hindert. Die Schäden, die er seit seinem Auftreten angerichtet hat, werden auf ca. 13 Milliarden US-Dollar beziffert. Momentan betragen die durch ihn verursachten Schäden etwa 300 Millionen Dollar pro Jahr.
In den 1920er-Jahren verursachte der Baumwollkapselkäfer eine schwere Krise des Baumwollanbaus im Süden der USA, die sich durch die Weltwirtschaftskrise in den 1920er-Jahren noch verschärfte.
Über die Schadwirkung durch den Käfer berichtet Mose Austin aus South Carolina:
De cotton come up and started to growin', and, suh, befo' de middle of May I looks down one day and sees de boll weevil settin' up dere in de top of dem little cotton stalks waitin' for de squares to fo'm. So all dat gewano us hauled and put down in 1922 made nuttin' but a crop of boll weevils.
„Die Baumwolle schlug aus und begann zu wachsen aber dann – zwischen Anfang und Mitte Mai – schaute ich sie mir eines Tages an und sah, dass Käfer über die jungen Zweige krabbelten und nach Knospen suchten. 1922 bestand die Ernte nur noch aus Baumwollkapselkäfern.“
Trotzdem hielt der Arbeitgeber von Austin Mose auch im folgenden Jahr am Baumwollanbau fest und musste schließlich seine Farm aufgeben. Die Baumwollkapselkäferplage im Süden der USA hat jedoch letztlich die Diversifizierung der Landwirtschaft gefördert.

## Bekämpfung
Die erste Meldung über das Auftreten des Baumwollkapselkäfers bei Corpus Christi (Texas) erreichte das Bureau of Entomology, eine Abteilung des US-Landwirtschaftsministeriums, im Oktober 1894. Der Entomologe C. H. Tyler Townsend erhielt den Auftrag, die Lebensweise des Baumwollkapselkäfers in Mexiko und Texas zu erkunden und Gegenmaßnahmen zu suchen. Townsend schlug eine Kombination aus Kulturmaßnahmen vor: die Vermehrungsrate des Käfers sollte durch das Entfernen abgefallener Blätter und größere Abstände zwischen den Pflanzen verringert werden, vor allem aber sollten die Baumwollfelder nach der Haupt-Pflückung im Frühherbst abgebrannt oder untergepflügt werden. Dadurch wäre dem Baumwollkapselkäfer die Nahrung zu der Zeit genommen worden, in der er sich üblicherweise ausbreitet und nach Überwinterungsmöglichkeiten sucht. Für die Farmer hätte das den Verzicht auf die „Top Crop“ bei einer weiteren Pflückung bedeutet, die bei spät einsetzendem Frost in manchen Jahren möglich war. Die Maßnahmen hätten nur erfolgreich sein können, wenn sich alle Farmer in einer Region daran beteiligt hätten. Gesetze, die sie dazu hätten verpflichten können, waren politisch nicht durchsetzbar.
Im Jahre 1918 entdeckten Mitarbeiter des Bureau of Entomology die Wirksamkeit von Calciumarsenat gegen den Baumwollkapselkäfer. Sie hatten beobachtet, dass die adulten Käfer morgens an Tautropfen trinken. Durch das Ausbringen von fein gepudertem Calciumarsenat wurde der Tau vergiftet. Mit einer Erstbehandlung im Frühjahr wurden die meisten der überwinternden Käfer getötet, durch weiteres Stäuben ließ sich der Baumwollkapselkäfer-Bestand unterhalb der wirtschaftlichen Schadschwelle halten. Diese Methode der chemischen Bekämpfung wurde vom Bureau of Entomology propagiert und von den Farmern rasch angenommen. Wurden 1918 in den USA lediglich 50.000 Pfund (etwa 23 Tonnen) Calciumarsenat abgesetzt, waren es 1920 bereits zehn Millionen Pfund (etwa 4540 Tonnen). Der Verbrauch stieg danach weiter an, so brachte eines der ersten Agrarflug-Unternehmen das Insektizid 1927 auf einer Fläche von über 2000 km² Baumwollfeldern aus.
Nach dem Zweiten Weltkrieg begann man, die damals neuartigen Pestizide gegen den Baumwollkapselkäfer einzusetzen. DDT erwies sich als äußerst wirksam, allerdings bildete sich bereits Mitte der 1950er-Jahre eine Resistenz der Käfer gegen das Insektizid heraus. In der Folge wurden Organophosphorsäureester wie Parathion und Malathion sowie Pyrethroide eingesetzt, doch auch hier bildeten die Käfer bald Resistenzen aus. Hinzu kam ein wachsendes Umweltbewusstsein, so dass man die Bekämpfungsstrategie änderte. 1978 wurden in North Carolina Versuche gestartet, den Baumwollkapselkäfer in den Anbaugebieten auszurotten. Dies war die Grundlage für breit angelegte Bekämpfungsprogramme in den 1980er-Jahren, die vom US-Landwirtschaftsministerium unterstützt werden. Hierdurch konnte der Baumwollkapselkäfer in Virginia, North und South Carolina, Georgia, Florida, Kalifornien und Arizona sowie in Teilen von Alabama ausgerottet werden. Dies wird auch für den Rest der USA forciert. Hierbei spielen auch Verbote des unlizenzierten Baumwollanbaus und genaue Bestandsüberwachungen eine wichtige Rolle.
Der Rückgang des Baumwollkapselkäfers wird jedoch auch teilweise auf die Ausbreitung der Feuerameise, einer anderen invasiven Art, zurückgeführt. Außerdem wird die Ausbreitung des Käfers durch die Pflanzung resistenter Baumwollpflanzen, die Erzwespe Catolaccus grandis, den Pilz Beauveria bassiana und das Virus Chilo iridescent eingeschränkt. Gentechnisch veränderte Bt-Baumwolle ist nicht resistent gegen den Baumwollkapselkäfer.

## Kulturelles

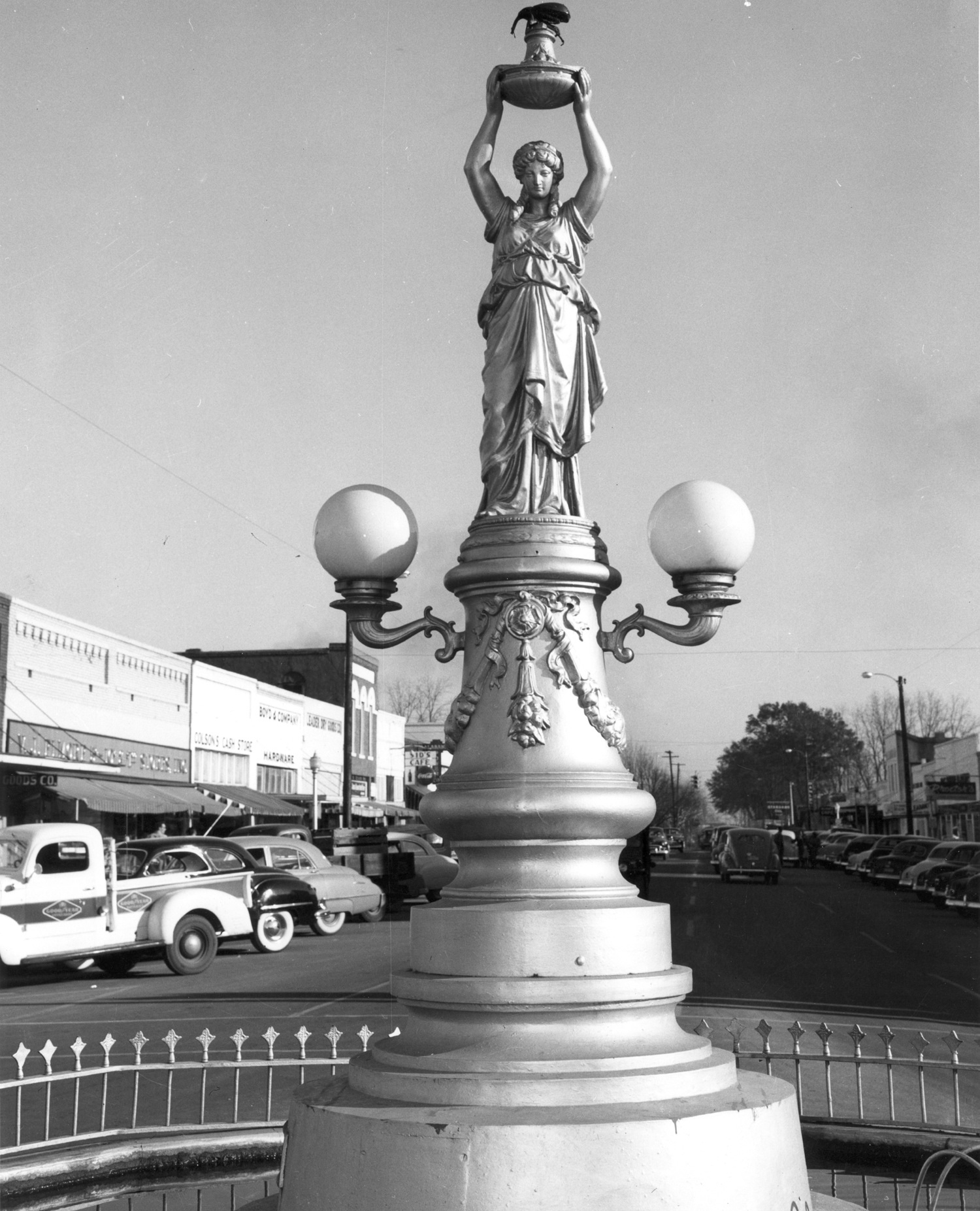
Das Boll Weevil Monument in Enterprise, Alabama, gelistet im NRHP mit der Nr. 73000336

Der US-Bluesmusiker Brook Benton widmete dem Baumwollkapselkäfer den Boll Weevil Song, der von einer fiktiven Unterhaltung zwischen einem Baumwollpflanzer und einem Baumwollkapselkäfer handelt.
In Enterprise, Alabama wurde dem Käfer mit dem Boll Weevil Monument ein Denkmal gesetzt, da er die Bauern zwang, auf den wirtschaftlich lohnenderen Anbau von Erdnüssen, Mais, Kartoffeln und Zuckerrohr umzustellen.